# 魏尔巴赫
魏尔巴赫是德国巴伐利亚州的一个市镇。总面积27.28平方公里，总人口2241人，其中男性1127人，女性1114人（2011年12月31日），人口密度82人/平方公里。